# Музей води (Блуменау)
Музей води — музей в Блуменау, штат Санта-Катарина, Бразилія, був розроблений і підтримується САМА (автономна служба муніципального водопостачання та каналізації), яка відповідальна за водопостачання і очищення стічних вод у місті.
Експозиція музею містить значну бібліотеку та численне обладнання, яке використовувалося для водних цілей, як багато років тому, так й в теперішній час.